# L'Estampille - L'Objet d'art
L'Estampille - L'Objet d'art, plus communément appelé L'Objet d'art, est un magazine d'actualité de l'art créé en 1969 et consacré à la peinture et au dessin, au mobilier, à la céramique, à l'orfèvrerie, aux arts textiles, sous toutes leurs formes et périodes. Il présente également l'actualité des expositions, des ventes publiques et autres actualités du marché de l'art. Il est publié mensuellement à raison de 11 numéros par an.